# Spatsizi Plateau Wilderness Park
Spatsizi Plateau Wilderness Park är en park i Kanada.   Den ligger i provinsen British Columbia, i den centrala delen av landet, 3 800 km väster om huvudstaden Ottawa. Spatsizi Plateau Wilderness Park ligger 1 401 meter över havet.
Terrängen runt Spatsizi Plateau Wilderness Park är lite bergig. Trakten runt Spatsizi Plateau Wilderness Park är nära nog obefolkad, med mindre än två invånare per kvadratkilometer.. Det finns inga samhällen i närheten.